# Suppe
Suppe er en madret hovedsagelig kogt på grøntsager, kød og vand som tomatsuppe, ærtesuppe og løgsuppe. Hyldebærsuppe er en frugtsuppe. Ofte spises der brød til – eller i suppen som croutoner (små stykker ristet brød).

## Eksterne links
- Wikimedia Commons har flere filer relateret til Suppe

| Mad og drikke | Spire Denne artikel om mad og drikke er en spire som bør udbygges. Du er velkommen til at hjælpe Wikipedia ved at udvide den. |